# Heliodora Carneiro de Mendonça
Heliodora Carneiro de Mendonça (29 de agosto de 1923 - 10 de abril de 2015) conocido por su seudónimo Bárbara Heliodora, fue una crítica de teatro brasileña, escritora, ensayista, periodista, y traductora, especializada en la obra de William Shakespeare.

## Biografía
Nació en agosto de 1923. Sus padres fueron Anna Amélia y Marcos Carneiro de Mendonça. Heliodora empezó a desarrollar crítica de teatro a los 35 años.
Heliodora falleció el 10 de abril de 2015

## Algunas publicaciones
- 2013. A história do teatro no Rio de Janeiro
- 2013. Caminhos do teatro ocidental.
- 2014. Shakespeare: o que as peças contam — Tudo o que você precisa saber para descobrir e amar a obra do maior dramaturgo de todos os tempos.

## Honores

### Galardones[5]
- Ministerio de Cultura de Francia con la Orden de las Artes y las Letras.
- Medalla João Ribeiro por la Academia Brasileira de Letras.